# جمهوريانية

الجمهوريانية شكلٌ من أشكال الحُكم التمثيلي. وهي أيديولوجيا سياسية ترتكز إلى فكرة المواطنة في دولة يحكمها نظام جمهوريّ. تاريخياً، تختلف أشكالها السياسية من حُكم أقلية تمثيليّة أو مستبّدة إلى نظام السيادة الشعبية. حظي المصطلح بالعديد من التعريفات والتفسيرات التي تنوّعت وحتى اختلفت وفقاً للسياق التاريخي وأسلوب المقاربة المنهجيّة. قد تعني الجمهوريانيّة أيضاً المنهج العلمي غير المُأدلج في السياسة والحُكم، والذي يركّز على تطبيق المناهج العلمية لحلّ مشاكل الحوكمة من خلال دراسة علمية مستفيضةٍ للتطبيقات وتجارب الحُكم السياسية الماضية. يُعزى هذا المنهج العلمي إلى المفكرين الجمهوريين نيكولو ميكيافيللي، جون آدامز، وجيمس ماديسون.
تنحدرُ كلمة «جمهورية» (بالإنجليزية: ريبابليك Republic) مِن أصلٍ لاتيني لعبارة «ريس بوبليكا» والتي تعني (شأن عام)، وأشارت إلى نظامِ حُكمٍ ظهر في القرن السادس قبل الميلاد.
انهار نظام الحُكم الجمهوري هذا في روما مع نهاية القرن الأول قبل الميلاد، مُخلياً الساحة لنظامٍ ملكيٍّ مضموناً، وإن لم يحمل الاسم الملكي شكلاً. طُبِّق نظام الحُكم الجمهوري في عدّة دولٍ بعد ذلك، يُذكر منها جمهورية فلورنسا في عصر النهضة، وبريطانيا خلال فترة الكومنولث الإنجليزي. سادَ شكلُ نظام الحُكم الجمهوري في المستعمرات البريطانية في أمريكا الشمالية، الأمر الذي أدّى إلى الثورة الأمريكية. في أوروبا، حضرَ النموذجُ الجمهوري للحُكم بقوّة بعد الثورة الفرنسيّة، وإنشاء الجمهورية الفرنسية الأولى 1792-1804.

## التطوّر التاريخي للجمهوريانية

### الأشكال التاريخية الكلاسيكية

#### اليونان القديمة
قدّم عددٌ مِن الفلاسفة والمؤرّخين الإغريق تحليلاً ووصفاً لعناصر حوكمةٍ تُعرف لدينا اليوم بالجمهوريانيّة الكلاسيكيّة. من ناحية تقليدية، فإنّ مفهوم الجمهورية الإغريقي انتقل إلى اللاتينية باسم «ريس بوبليكا». تبعاً لهذا، ظلّت النظرية السياسية حتى زمنٍ قريب تستخدمُ مفهومَ الجمهورية بالمعنى العام لنظام الحُكم. لا توجدُ مصطلحاتٌ أو تعريفاتٌ مقيّدة من فترة الإغريق تطابِق تماماً المفهوم المعاصر لمصطلح «الجمهورية»، إلا أنّ مُعظم السِمات الأساسية للتعريف المعاصر تحضر في أعمال أفلاطون، وأرسطو، والمؤرخ الإغريقي بوليبيوس.
يُنظرُ الآن إلى عددٍ مِن الدول المدينيّة الإغريقية القديمة مثل أثينا وإسبرطة على أنّها «جمهوريات كلاسيكية»، بسبب اشتمال أنظمتها السياسية على المشاركة الشعبية الشاملة للمواطنين في وضع التشريعات وصُنع القرار السياسي. اعتبر أرسطو نفسُه مدينةَ قرطاج على أنّها كانت جمهورية لتشابِه نظام حُكمها بنظام المدن الإغريقية.

#### روما القديمة
تتَبعَ كلٌّ من ليفي، وهو مؤرّخ روماني، وبلوتارخ، الذي يشتهر بكتاباته التاريخية ومقالاته الأخلاقية، تتبّعا كيف طوّرت روما تشريعاتها، لا سيّما الانتقال من طور المملكة إلى الجمهوريّة، باحتذاء مثال الإغريق. يجدر بالذكر أنّ المصادر التاريخية التي جاء معظمها بعد 500 سنة من الأحداث والتي تضمّ أقلّ القليل من النصوص المكتوبة قد تجنح إلى التأليف من وحي الخيال أكثر من التقرير الواقعي. إذا نظرنا بعين معاصرةٍ إلى نظام الحُكم الروماني، فقد ينطبق عليه وصف الجمهوري، وإلّم يكُن كاملاً. لهذا السبب، اعتبر فلاسفة عصر الأنوار أنّ النظام الجمهوري الروماني نظامٌ مثاليّ لتطبيقه ميّزة الفصل بين السلطات. ظلّ الرومان القدامى يستخدمون «ريس بوبليكا» لوصف دولتهم حتى في أزمان حُكم الأباطرة الأوائل، لأنّه ومن ناحية ظاهرية، كانت الدولة قائمةً ونظام الحُكم لم يطرأ عليه تغييرٌ يُذكر.
عبّر الفيلسوف الروماني شيشرون عن تحفّظاته بخصوص شكل الحُكم الجمهوري. رغم أنه في كتاباته النظرية، كان يدافع عن أنظمة الحُكم الملكيّة، أو المزيج بين حُكم الأقليّة الممثّلة أو المستبدّة، فقد كان في حياته السياسية معارضاً شرساً لأمثال يوليوس قيصر، ومارك أنطوني، وأوكتافيان، الذين كانوا يسعون لتطبيق نظامِ حُكمٍ أشبه ما يكون بالملكيّة. في نهاية الأمر، دفع شيشرون حياته ثمناً لهذه المعارضة، ويُمكن اعتبارُه ضحيةً لمعتقداته الجمهورية.

### الجمهوريانية في عصر النهضة
أُعيد إحياء مفهوم الحُكم الجمهوري في أوروبا في القرون الوسطى، عندما اتّخذته نظاماً للحُكم بعض الكومونات الناشئة. كانت هذه عبارةَ عن دويلاتٍ تجارية صغيرة نسبياً لكن ثريةً وصلت طبقة التجار فيها إلى أعلى السلّم الاجتماعي. يُذكر منها، فلورنسا، جنوا، والبندقية، والرابطة الهانزيّة (شمال ألمانيا). إضافةً إلى استقائهم بعض مفاهيم الإقطاعية، عمِدَ مفكّرو عصر النهضة إلى استخدام أفكار الإغريق والرومان لترويج رؤيتهم عن ماهيّة نظام الحُكم المثالي. لهذا السبب، تحمل التطبيقات الجمهورية في عصر النهضة نفس الاسم «الجمهوريانية الكلاسيكية».

### الجمهوريانية في عصر التنوير

#### كورسيكا
تأسست أول جمهوريات عصر الأنوار الأوروبي في القرن الثامن عشر في جزيرة صغيرة في البحر الأبيض المتوسط، جزيرة كورسيكا. منذ عشرينيات القرن الثامن عشر، تتابعت سلسلة ثوراتٍ وانتفاضاتٍ قصيرة الأمد ضدّ هيمنة دولة جنوا الإيطالية على الجزيرة.

#### إنجلترا
أقام أوليفر كرومويل جمهوريةً أطلق عليها اسم «كومنويلث إنجلترا» (1649 – 1660) حكَمها بعد الإطاحة بالملك تشارلز الأول. كان جيمس هارينجتون والشاعر جون ميلتون من المفكرين الجمهوريين البارزين في تلك الفترة. في قصيدته الملحمية، الفردوس المفقود، ذكر ميلتون بأنّه يجب محاسبة الملوك فاقدي الأهلية.
على كل حال، أدّى سقوط الكومنويلث واستعادة الملكيّة في العام 1660 إلى فقدان نظام الحُكم الجمهوري جاذبيّته في أوساط الحُكم الإنجليزية.

### الجمهوريانيّة في الولايات المتحدة
احتدم النقاش الفكري في السنوات الأخيرة بشأن الدور الذي أدّته الجمهوريانيّة في الثورة الأمريكية في القرن الثامن عشر. على مدار عقودٍ طويلة، ساد ثمّة إجماع بأنّ الليبرالية، وخصوصاً بنسخة جون لوك، كانت لها اليد الطولى وأنّ الجمهوريانيّة كانت ذات دورٍ ثانويّ.
من ناحية تاريخية، ففي العقود السابقة للثورة الأمريكية (1776)، محّص قادةُ الفكر والسياسة في المستعمرات البريطانية التاريخَ بحثاً عن أنماطِ حُكمٍ صالحة. وتتبعوا بشكلٍ خاص تطوّر الأفكار الجمهورية في إنجلترا.
أدّى التزام العديد من الأمريكيين بالقِيَم الجمهورية إلى جعلِ نشوب الثورة الأمريكية أمراً محتوماً. وبدأت تسود نظرةٌ إلى بريطانيا على أنّها قوة فاسدة معادية لفكرة الجمهورية وتشكّل خطراً على الحريات القائمة التي يتمتع بها الأمريكان.

### الجمهوريانيّة في فرنسا
لعبت فكرة الجمهوريانية، وخصوصاً كما وصفها روسو، لعبت دوراً محورياً في الثورة الفرنسية، وكانت إحدى المقدّمات الأولى لفكرة الجمهوريانيّة بنسختها المعاصرة. بعد الإطاحة بالنظام الملكي الفرنسي، أسّس الثوريون نظام حكم جمهوريًّا. تُعتبر الجمهوريانية الفرنسية شكلاً من أشكال العقد الاجتماعي المقتبس من فكرة جان جاك روسّو عن الإرادة الشعبية.  

## الجمهوريانية المعاصرة
خلال عصر الأنوار، توسّعت الحركة المناهضة للمَلَكيّة ما وراء الإنسانويّة المدنيّة الخاصة بعصر النهضة. كانت الجمهوريانيّة الكلاسيكيّة، والتي دعمها فلاسفة مثل روسّو ومونتيسكو، كانت الآن إحدى النظريات السياسية الرامية إلى تحديد السلطات الممنوحة للملوك، وليست بالضرورة معارِضةً لنظام الحُكم الملكيّ. ظهرت أشكال سياسية جديدة معارِضة للملكيّة، مثل الليبرالية والاشتراكية بعدها، وسرعان ما سبقت الجمهوريانيّة الكلاسيكية كأيديولوجيات رائدة.

### الجمهوريانية الجديدة
تُطلق الجمهوريانية الجديدة على محاولات بعض العلماء المعاصرين الاستفادة من نمط الحُكم الجمهوري الكلاسيكي في تطوير فلسفة شعبية جذابة لاستخدامها في واقعنا المعاصر. باعتبار أنّ الاشتراكية التقليدية قد استنفدت أغراضها، تنهض الجمهوريانيّة الجديدة كنقدٍ يساريّ ما بعد اشتراكي لمجتمع السوق.
يُعدّ فيليب بوتيت وكاس سانستين مِن أعمدة تيار الجمهوريانية في نسختها المعاصرة، واللذان كتبا العديد من الأعمال في تعريف المفهوم وفي اختلافه عن الليبرالية.
ينادي مايكل ساندل، وهو أحد الملتحقين المتأخّرين برَكب الجمهوريانية، باستبدال الليبرالية أو سدّ ثغراتها بالجمهوريانيّة.

## الديمقراطية
في أواخر القرن الثامن عشر، وقع توافقٌ بين فلسفي بين الجمهوريانية والديمقراطية. فالجمهوريانية هي نظامٌ يستبدل أو يحلّ محلّ نظام الحُكم الوراثي. تركّز الجمهوريانية على الحرية، ورفض الفساد، وأدّت دوراً كبيراً في الثورتين الأمريكية والفرنسية. مالَ الجمهوريون في حالتَي الثورتَين الأمريكية والفرنسية إلى رفض النخَب الوراثية، وطبقة الأرستقراطيين، ولكنهم تركوا تساؤلَين مفتوحين للإجابة: فيما إذا يُسمح ضمن الجمهورية بوجودِ هيئةٍ تشريعية عُليا غير منتخبة، أو بوجود ملكيّة دستوريّة. من ناحية مفاهيميّة، فالجمهوريانية تختلفُ عن الديمقراطية، إلا أنّها تشتمل على أسس الحُكم عن طريق «موافقة المحكوم» وسيادة الشعب.